# Fröhliche Weihnachten! – mit Wolfgang & Anneliese
Fröhliche Weihnachten! – mit Wolfgang & Anneliese ist eine 2007 und 2009 von Sat.1 ausgestrahlte zweiteilige Comedyreihe mit Bastian Pastewka und Anke Engelke als Wolfgang und Anneliese, die im Phantasialand in Brühl produziert wurde. Die Erstausstrahlung erfolgte am 19. Dezember 2007 und am 18. Dezember 2009. Regie führte Tobi Baumann.
2011 ist eine Fortsetzung unter dem Titel Fröhlicher Frühling – mit Wolfgang & Anneliese entstanden!

## Inhalt
Die Shows sind Parodien auf populäre Weihnachtsshows des deutschen Fernsehens. Anke Engelke und Bastian Pastewka schlüpfen neben der Rolle des Moderationsduos innerhalb verschiedener Einspieler in weitere Figuren, die u. a. aus der Wochenshow (Ottmar Zittlau, Ricky) oder Ladykracher (Ulla Fleischer) bekannt sind. Ebenso werden auch zahlreiche prominente Persönlichkeiten wie Howard Carpendale, Nina Hagen, Shakira, Ottfried Fischer, Michael Wendler, Desiree Nick oder Whitney Houston parodiert.
Als Gaststars sind Elton sowie die Musiker Roger Cicero und Max Mutzke zu sehen.

## Auszeichnungen
2008:
- Adolf-Grimme-Preis in der Kategorie Unterhaltung für Bastian Pastewka und Anke Engelke
- Bayerischer Fernsehpreis für Fröhliche Weihnachten! – mit Wolfgang & Anneliese
- Deutscher Comedypreis in der Kategorie Bestes Comedyevent für Fröhliche Weihnachten! – mit Wolfgang & Anneliese
- Nominierung zum Deutschen Fernsehpreis in der Kategorie Beste Comedysendung

2010:
- Deutscher Comedypreis in der Kategorie Bestes Comedyevent für Fröhliche Weihnachten! – mit Wolfgang & Anneliese